# そして世界は全て変わる
『そして世界は全て変わる』（そしてせかいはすべてかわる）とは、伊東ミヤコによる日本のケータイ小説。魔法のiらんど文庫より刊行。全1巻。表紙のカバーモデルは鈴木勝大と伊藤梨沙子。

## あらすじ
高校生の皆川波流（みながわはる）は書庫で度々見かける小日向陽（こひなたはる）に憧れを抱いていた。話したことはなかったが、２年のクラス替えで陽の彼女の間中沙都（まなかさと）と一緒になり彼女と親しくなったことで陽とも会話するようになる。波流の片思いに、沙都の幼馴染の芹沢錬太朗（せりざわれんたろう）からは厳しい言葉を投げかけられるが、徐々に打ちとけていく。

## ネットドラマ
ドラマは約60分で、2012年8月15日から動画サイト「YouTube」で予告編の無料視聴が可能になり、29日から「iTunes」「GYAO!」「フジテレビオンデマンド」などで有料配信された。DVD化されている。

### スタッフ
- 監督：蔵方政俊[1]
- エグゼクティブプロデューサー：池田安寿、平田昌吾、矢部順也、東小薗光宏、井無田博、桂川賢一[1]
- プロデューサー：岩淵 規
- 脚本：小鶴[1]
- 撮影： 安田 圭 (J.S.C.)
- 原作：伊東ミヤコ 「そして世界は全て変わる」 魔法のiらんど文庫 / アスキー・メディアワークス刊
- 主題歌：WISE「そして世界は全て変わる feat. 中村舞子」[1]
- 制作プロダクション：メディアンド
- 企画：フジパシフィック音楽出版
- 製作・著作：フジパシフィック音楽出版・ユニバーサルミュージック・シブヤテレビジョン

### キャスト
- 皆川波流：荒井萌[2]
- 小日向陽：竜星涼[2]
- 間中沙都：阿部菜渚美[2]
- 芹沢錬太郎：松島庄汰[2]